# Pandorgo
Pandorgo és un malnom emprat a la ciutat d'Alacant per definir a les persones partidaris de la dreta política.
A aquestes persones de dreta també se'ls relaciona amb el terme com a persones beates, és a dir, molt religioses, i en general com a tota persona conservadora catòlica practicant, segurament per condiderar-la grossa i ben alimentada, que és la definió del terme original.
Durant el segle XVII col·loquialment s'usava en valencià per designar persones beates, colltorts o falses fins i tot al sud de la ciutat d'Alacant en poblacions com Oriola i Torrevella.